# Viens ! (Holmès)
Pour les articles homonymes, voir Viens (homonymie).
Viens ! est une mélodie d'Augusta Holmès composée en 1872.

## Composition
Augusta Holmès compose Viens ! en 1872, sur un poème écrit par elle-même. L'œuvre, dédiée à Isidore de Lara, existe en deux versions : l'une pour ténor ou soprano en mi  majeur, l'autre pour baryton ou mezzo-soprano. L'illustration est due à Barbizet. La mélodie est publiée en 1892 par les éditions Léon Grus.